# Podișul Hârtibaciului (sit SPA)
Podișul Hârtibaciului este o arie protejată (arie de protecție specială avifaunistică — SPA) din România întinsă pe o suprafață de 237.779,8 ha, integral pe uscat.

## Localizare
Situl se întinde pe teritoriile administrative ale județelor Brașov (Beclean, Bunești, Cincu, Comăna, Șercaia, Făgăraș, Hoghiz, Jibert, Mândra, Șoarș, Părău, Rupea, Ticușu, Ucea, Ungra, Viștea, Voila), Mureș (Albești, Apold, Daneș, Saschiz, Sighișoara, Vânători) și Sibiu (Agnita, Arpașu de Jos,  Avrig, Bârghiș, Biertan, Brădeni, Bruiu, Cârța, Chirpăr, Dumbrăveni, Hoghilag, Iacobeni, Laslea, Marpod, Merghindeal, Mihăileni, Moșna, Nocrich, Porumbacu de Jos, Roșia, Valea Viilor, Vurpăr). Centrul sitului Podișul Hârtibaciului este situat la coordonatele 45°59′41″N 24°45′37″E / 45.994636°N 24.760203°E.

## Înființare
Situl Podișul Hârtibaciului a fost declarat arie de protecție specială avifaunistică (ROSPA0099) în octombrie 2007 pentru a proteja mai multe specii avifaunistice .

## Biodiversitate
Situată în ecoregiunea continentală a Podișului Târnavelor, aria naturală nu conservă niciun habitat protejat.
La baza desemnării sitului se află 89 specii de păsări protejate la nivel european sau aflate pe lista roșie a IUCN; astfel: uliu porumbar (Accipiter gentilis), lăcar mare (Acrocephalus arundinaceus), lăcar de mlaștină (Acrocephalus palustris), lăcar de rogoz (Acrocephalus schoenobaenus), lăcar de lac (Acrocephalus scirpaceus), fluierar de munte (Actitis hypoleucos), ciocârlie de câmp (Alauda arvensis), pescăruș albastru (Alcedo atthis), rață sulițar (Anas acuta), rață lingurar (Anas clypeata), rață fluierătoare (Anas penelope),rață mare (Anas platyrhynchos), rață cârâitoare (Anas querquedula), rață pestriță (Anas strepera), fâsă de câmp (Anthus campestris), fâsă de luncă (Anthus pratensis), fâsă de munte (Anthus spinoletta), fâsă de pădure (Anthus trivialis), acvilă țipătoare mică (Aquila pomarina), stârc cenușiu (Ardea cinerea), ciuf de pădure (Asio otus), cucuvea (Athene noctua), rață cu cap castaniu (Aythya ferina), rața moțată (Aythya fuligula), rață roșie (Aythya nyroca), buhai de baltă (Botaurus stellaris), buhă (Bubo bubo), șorecar comun (Buteo buteo), caprimulg (Caprimulgus europaeus), chirighiță-cu-obraz-alb (Chlidonias hybridus), barză albă (Ciconia ciconia), barză neagră (Ciconia nigra), șerpar (Circaetus gallicus), erete de stuf (Circus aeruginosus), erete vânăt (Circus cyaneus), cristeiul de câmp (Crex crex), lebădă de vară (Cygnus olor), ciocănitoarea de stejar (Dendrocopos medius), ciocănitoare de grădină (Dendrocopos syriacus), ciocănitoare neagră (Dryocopus martius), ciocănitoare cu spatele alb (Dendrocopos leucotos), egretă mare (Egretta alba), presură sură (Emberiza calandra), vânturel de seară (Falco vespertinus), șoimul rândunelelor (Falco subbuteo), muscar gulerat (Ficedula albicollis), muscar (Ficedula parva),  cinteză de iarnă (Fringilla montifringilla), lișiță (Fulica atra), becațină comună (Gallinago gallinago), găinușă de baltă (Gallinula chloropus), piciorong (Himantopus himantopus), stârc pitic (Ixobrychus minutus), sfrâncioc roșiatic (Lanius collurio), sfrânciocul cu frunte neagră (Lanius minor), pescăruș argintiu (Larus cachinnans), pescăruș sur (Larus canus), pescăruș râzător (Larus ridibundus), sitar de mâl (Limosa limosa), grelușelul-de-tufiș (Locustella fluviatilis), grelușel-de-zăvoi (Locustella luscinioides), ciocârlie de pădure (Lullula arborea), privighetoare de zăvoi (Luscinia luscinia), codobatură galbenă (Motacilla flava), stârc de noapte (Nycticorax nycticorax), grangur (Oriolus oriolus), ciuș (Otus scops), viespar (Pernis apivorus), cormoran mare (Phalacrocorax carbo), bătăuș (Philomachus pugnax), ciocănitoare verzuie (Picus canus), corcodel mare (Podiceps cristatus), corcodel-cu-gât-roșu (Podiceps grisegena), corcodel-cu-gât-negru (Podiceps nigricollis), cristeț pestriț (Porzana parva), chiră de baltă (Sterna hirundo), turturică (Streptopelia turtur), huhurez mare (Strix uralensis), graur comun (Sturnus vulgaris), silvie de zăvoi (Sylvia borin), silvie porumbacă (Sylvia nisoria), corcodel mic (Tachybaptus ruficollis), corcodel mic (Tachybaptus ruficollis), fluierar negru (Tringa erythropus), fluierar de mlaștină (Tringa glareola), fluierarul de zăvoi (Tringa ochropus), sturz de vâsc (Turdus viscivorus), pupăză (Upupa epops) și nagâț (Vanellus vanellus).